# Claude Julien (journaliste)
Pour les articles homonymes, voir Julien et Claude Julien.
Claude Julien, né le 17 mai 1925 à Saint-Rome-de-Cernon (Aveyron) et mort le 5 mai 2005 à Villeneuve-sur-Lot, a été une des grandes figures du service étranger du quotidien Le Monde et rédacteur en chef, puis directeur, du Monde diplomatique.

## Biographie
Claude Julien naît dans une famille nombreuse modeste à Saint-Rome-de-Cernon. Son père est chef de gare et il est le neuvième de treize enfants. Il obtient le Certificat d'études en juin 1937 puis le Brevet d'Études Primaires Supérieures en juin 1940[réf. souhaitée].
Militant à la Jeunesse Étudiante Chrétienne (JEC) dès 1937 puis à la Jeunesse Ouvrière Chrétienne (JOC), il est recruté par la JEC comme permanent en 1942 à Lyon où est basé le secrétariat général de la zone Sud, et s'engage très vite dans la Résistance. À 19 ans, lors de la Libération, avec le soutien du commandant Pierre Dunoyer de Segonzac, il crée à Castres en septembre 1944 un journal intitulé « Debout »,, du même nom que la devise de la ville.
En décembre 1946, la JEC l'envoie pour vingt mois aux États-Unis afin d'aider les Young Christian Students à développer leur mouvement. Il suit simultanément des études en sciences politiques à l'Université Notre-Dame, dans l'Indiana. « Il découvre alors le pays des contrastes, celui de la pauvreté et de la richesse, des blancs et des noirs, des luttes sociales et de la consommation ».
De retour en France, il devient journaliste à La Vie catholique illustrée (1949-1950) et à Présence africaine, puis rédacteur en chef de La Dépêche marocaine de Tanger (octobre 1950 - mars 1951). Il rejoint le service Étranger du Monde en 1951.
Il publie en janvier 1960 le premier tome de son livre Le nouveau Nouveau Monde « qui constitue une étude approfondie des États-Unis d'aujourd'hui ».
En avril 1960 parait le deuxième tome de son livre Le nouveau Nouveau Monde.
Il écrit en 1961 La Révolution cubaine, le premier livre publié en France sur cet événement géopolitique majeur dans l'histoire contemporaine de l’Amérique latine.
En réaction à une idée reçue, il publie en 1968 un livre remarqué L'Empire américain qui recevra le Prix Aujourd'hui. Ce n'est pas, écrit-il, parce que les États-Unis ne possèdent pas de colonies, qu'ils ne constituent pas un « empire sans frontières ». « Il est aujourd'hui le plus puissant que l'histoire ait connu, par sa capacité de production (les États-Unis assurent, avec 6 % de la population mondiale, 43 % de la production du monde non communiste), par sa puissance militaire, par son dynamisme contagieux et l'extension de son influence ». Le livre sera mis à jour en 1973 pour être réédité en livre de poche. Le livre, très documenté, restera longtemps « l'instrument indispensable à toute compréhension des politiques internationales actuelles ».
Il prend la direction du service Étranger du Monde en 1969.
En janvier 1973, il succède à François Honti à la direction du Monde diplomatique, dont il développera considérablement la diffusion et l'audience. « Claude Julien transforme Le Monde diplomatique pour en faire un organe plus incisif, offrant à des lecteurs plus nombreux des analyses fouillées des grands problèmes internationaux, sociaux, économiques et culturels. Il change la maquette, augmente la pagination, élargit les thématiques et donne toute sa place au Tiers Monde ». Sous sa direction, jusqu'en 1990, la diffusion du journal passera de 50 000 à 150 000 exemplaires.
Pour le bicentenaire de la révolution américaine, il publiera Le Rêve et l'Histoire qui lui permettra de participer à l’émission de télévision Apostrophes du 19 mars 1976.
En juin 1980, pour la succession de Jacques Fauvet à la direction du Monde, il est élu candidat de la Société des rédacteurs dans un contexte difficile où étaient candidats Jacques Amalric (ayant atteint le deuxième tour), Jacques Decornoy, et André Fontaine. Ce fut la première et dernière élection de ce type. Il est ensuite élu gérant du journal par la SARL Le Monde en avril 1981. « Prônant la rigueur économique aussi bien que la rigueur rédactionnelle, Claude Julien mécontente des personnels accoutumés à plus de souplesse et de largesse ». Un vote de la société des rédacteurs lui retire leur confiance le 11 janvier 1982. Il démissionne aussitôt de son poste de directeur administratif puis de la gérance en mai 1982 dès la nomination du nouveau candidat André Laurens. Il se réinvestit alors totalement dans le Monde diplomatique.
Il participe à la fondation des Cercles Condorcet en 1986 et préside le Cercle Condorcet de Paris de 1986 à 1992. Il est élu président de la Ligue française de l'enseignement et de l'éducation permanente où il effectue deux mandats de 1990 à 1998,. Il fut membre du comité de parrainage de la Coordination française pour la Décennie de la culture de paix et de non-violence. Il est président du Festival des Francophonies à Limoges de 1990 à 1994.

## Ouvrages publiés
Spécialiste de l'Amérique du Nord, Claude Julien a publié les ouvrages suivants :
- Puissance et faiblesses des syndicats américains, monographie du Monde, 1955.
- L'Amérique en révolution, en collaboration avec Jacqueline Julien, Bibliothèque de l'homme d'action, 1956.
- Cuba ou la ferveur contagieuse, monographie du Monde, 1960.
- Le nouveau Nouveau Monde, Julliard, 1960.
- Sermons noirs, traduction de God's Trombones par James Weldon Johnson, Le club du livre chrétien, 1960.
- La Révolution cubaine, Julliard, 1961.
- Le Canada, dernière chance de l'Europe, Grasset, 1965.
- L'Empire américain, Grasset, 1968, qui lui vaut le Prix Aujourd'hui.
- Le Suicide des démocraties, Grasset, Paris, 1972.
- L'Empire américain, deuxième édition revue et corrigée, le Livre de Poche, 1973.
- Le Rêve et l'Histoire. Deux siècles d'Amérique, Grasset, 1976.
- Le devoir d'irrespect, Moreau, 1979.
- 1959, Castro prend le pouvoir, Seuil, Les événements dans Le Monde, présentation de Marcel Niedergang, 1999
- Le devoir d'irrespect, deuxième édition, HB, 2007.

Il a aussi écrit la préface des livres suivants :
- Fidel Castro parle, la révolution cubaine par les textes, traduction par Jacques Grignon-Dumoulin, Maspero, 1961.
- L'Ère de Trujillo ["la Era de Trujillo"], anatomie d'une dictature latino-américaine, traduit de l'espagnol par Jean Grignon Dumoulin,Gallimard, 1962.
- Le Pouvoir noir ["Malcolm X speaks"], textes politiques réunis et présentés par George Breitman, traduit de l'américain par Guillaume Carle, Maspero, 1966.
- Les causes de la troisième guerre mondiale, (Nouvelle édition) Charles Wright Mills, traduit par Dominique Guillet, Calmann-Lévy, 1970.
- Le Nouvel ordre intérieur, Université de Vincennes, 1979, sous la responsabilité de Pierre Dommergues, Moreau, 1980.
- Iran : la révolution inachevée et l'ordre américain, Chapour Haghighat, Anthropos, 1980.
- Le Mirage nucléaire : les relations américano-soviétiques à l'âge de l'atome, George F. Kennan, traduit de l'américain par Antoine Berman, La Découverte, 1984.
- URSS : une société en mouvement, Jean-Marie Chauvier, L'Aube, 1989.
- La Paix des grands, l'espoir des pauvres : désarmement, développement et survie de l'humanité, La Découverte, 1989.
- La Communication victime des marchands : affairisme, information et culture de masse, La Découverte, 1989.
- Les échos de la mémoire : tabous et enseignement de la Seconde guerre , textes réunis et présentés par Georges Kantin et Gilles Manceron, Le Monde, 1991.

Ses livres ont été traduits dans les pays suivants :
- Le nouveau Nouveau Monde :
  - Espagne : El nuevo Nuevo Mundo, Cid Madrid, traduit par E. Jarnes Bergua, 1960.

- La Révolution cubaine :
  - Uruguay : La Revolución cubana, Ediciones Marcha, traduit par Mario Trajtenberg, 1961.

- Le Canada, dernière chance de l'Europe :
  - Canada : Canada : Europe's last chance, Macmillan, traduit par Penny William, 1968.

- L'Empire américain :
  - Allemagne : Das amerikanische imperium, Ullstein, traduit par Edwin Ortmann, 1969.
  - Brésil : O Império americano, Civilização brasileira, traduit par Fernando de Castro Ferro, 1970.
  - Canada : L'Empire américain, Institut Nazareth et Louis-Braille, édition en braille, 1970.
  - Chine : L’Empire américain, Wenton, traduit par Yun Noiannian, 1971.
  - Cuba : El Impero norte americano, Ciencias Sociales del Instituto del libro, traduit par Francisco Masvidal, 1970.
  - Danemark : Det amerikanske imperium, Gyldendals Logboger, traduit par Jens Juhl Jensen, 1971  (ISBN 9788700156722).
  - Espagne : El imperio americano, Grijalbo, traduit par Esteban Riambau, 1969.
  - États-Unis : America’s Empire, deux éditions :
    - Pantheon Books, traduit par Renaud Bruce, 1971  (ISBN 9780394414812).
    - Vintage Books, traduit par Renaud Bruce, 1973.

  - Finlande : Imperium Kasvot, Otava, traduit par Kalle Salo, 1970.
  - Italie : L’impero americano, Il Saggiatore di Alberto Mondadori, traduit par Furio Belfiore et Rosalba Buccianti, 1969.
  - Liban : L'Empire américain, Dar Al Hakika, traduit par Naji Abou Khalil et Docteur Fouad Chahin, 1970.
  - Japon : Amerika towa nani ka : kokkyō naki teikoku no jisshōteki kenkyū, Saimaru Shuppankai, traduit par Takashi Oi et Akiyoshi Hoshino, 1970.
  - Pays-Bas : Het Amerikaanse imperialisme, Wolters-Noordhoff, traduit par B.V.A. Röling, 1969.
  - Pologne : Imperium amerykanskie, Ksiazka i wiedza, traduit par Stefan Meller, 1971.
  - Slovénie : Ameriski imperij, Drzavna Zalozba Slovenije, traduit par Marjan Poljanec, 1974.
  - Suède : Det amerikanska imperiet, Bonniers, traduit par Katarina Beskow, 1969.
  - Turquie : Amerikan imparatorlugu, Hitit Yayinlari, traduit par Tahsin Saraç et Aysel Gülercan, 1969.

- Le suicide des démocraties :
  - Argentine : El suicido de las democracias, Extemporaneos, traduit par Hugo Martinez Moctezuma, 1975.
  - Brésil : O suicidio das democracias, Artenova, traduit par Marina Colasanti, 1975.
  - Espagne : El suicidio de las democracias, deux éditions :
    - Nova terra, traduit par Ana Gonzalez et Miguel Elena Rosello, 1974  (ISBN 9788428008112).
    - Hogar del libro, traduit par Ana Gonzalez et Miguel Elena, 1985  (ISBN 9788472792036).

  - Grande-Bretagne : Suicide of the democracies, Calder & Boyars, traduit par J. A. Underwood, 1975  (ISBN 9780714510613).
  - Grèce : αυτοκτονία των δημοκρατιών, Aakaio, traduit par A. I. Aibeph, 1974.
  - Italie : Il suicidio delle democrazie, Il Saggiatore, traduit par Marisa Calimodio, 1973.
  - Japon : Démocratie en ruine, Simul, traduit par Tsuneo Amano, 1975.
  - Pologne : Samobojstwo demokracji, Ksiazka i wiedza, traduit par Janina Perlin, 1974.
  - Portugal : O suicidio das democracias, Arcadia, traduit par Manuel Martins Costa, 1974.
  - Turquie : Demokrasilerin intihari, Milliyet Yayinlari, traduit par Mehmet A. Kayabal, 1974.

- Le Rêve et l’Histoire :
  - Iran : آمرىکا در دو قرن : رؤيا و تارىخ, Intishārāt-i Agāh, Traduit par Murtaz̤á Kalāntarīyān, 1988.
  - Portugal : O Sonho e a Historia, Arcadia, traduit par Rafael Gomes Filipe et Francisco Agarez, 1976.
  - Syrie : لحلم والتاريخ: مئتا عام من تاريخ أمريكا , Dar Tlass, traduit par Nakhla Class, 1976.

## Vidéographie
Claude Julien a fait de nombreuses conférences dont certaines ont été enregistrées en vidéo :
- Vent d'ouest, vent d'est, réalisateur Maurice Frydland, interview par Françoise Verny et Georges Walter, participants Yves Berger, Claude Julien,  James Baldwin et  François-Xavier Houang, 1976, Collection Sillages, 1 h 1 min.
- Colloque Nouvel ordre intérieur de l'université de Paris VIII, présentateurs Yves Lacoste et Nikos Poulantzas, participants Jean-Marie Domenach, Claude Julien et Brice Lalonde, 1979, 1 h 55 min.

Il a participé à l'émission télévisuelle :
- Fascination de l'Amérique et des Américains, émission Apostrophes du 19 mars 1976, réalisateur Jean Cazenave, présentateur Bernard Pivot, 1 h 8 min[11].

## Sonothèque
Claude Julien a fait de nombreuses conférences et participé à des émissions radios diffusées dont certaines ont été enregistrées au format audio :
- La crise cubaine de septembre à novembre 1962, le 1er novembre 1962, collection « Actuelles » sur France III Nationale, 0 h 41 min[18].
- "Nouveau, nouveau monde" de Claude Julien, le 23 novembre 1962, collection « Enquêtes et commentaires » sur France III Nationale[19].
- Espérance en Amérique du Sud, le 1er mai 1965, collection « Controverses » sur France Inter[20].
- "Canada, dernière chance de l'Europe" de Claude Julien, le 17 janvier 1966, Inter actualités de 13H00 sur France Inter, à 13:55:00 - 0 h 3 min 30 s[21].
- Anniversaire de la révolution cubaine, le 27 juillet 1966, Inter actualités de 13H00 sur France Inter, à 13:14:00 - 0 h 7 min 50 s[22].
- Le Canada et la France, Images du nouveau Québec, le 11 juillet 1967, France Inter, 0 h 30 min[23].
- Les élections aux USA de Richard Nixon, le 8 novembre 1968, collection « Inter sans frontières » sur France Inter[24].
- L’empire américain, le 19 mars 1970 au Club 44[25].
- L'invité du Matin : Claude Julien, le 3 novembre 1970, Inter actualités de 07H30 sur France Inter, les États-Unis et les élections législatives[26].
- Enquête - "Les USA 72", le 5 octobre 1972, Inter actualités de 13H00 sur France Inter, Interview de Claude Julien, du journal Le Monde (au micro d'Yves Mourousi)[27].
- "Le suicide des démocraties" livre de Claude Julien au micro d'Yves Mourousi, le 19 octobre 1972, Inter actualités de 13H00 sur France Inter, à 13:36:50 - 0 h 11 min 35 s[28].
- Enquête - "Les USA 72" : Les prochaines élections présidentielles, débat avec le représentant de George McGovern, le 25 octobre 1972, Inter actualités de 13H00 sur France Inter, à 13:22:45 - 0 h 14 min 15 s[29].
- Enquête - "Les USA 72" : Les prochaines élections présidentielles, débat avec le représentant de Richard Nixon, le 26 octobre 1972, Inter actualités de 13H00 sur France Inter, à 13:25:00 - 0 h 17 min 25 s[30].
- "Le rêve et l'histoire" interview de l'auteur Claude Julien, le 20 mai 1976, Magazine d' "Inter soir" sur France Inter, 19:26:10 - 0 h 5 min 25 s[31].
- Histoires d'Amériques avec Georges-Albert Astre (professeur de civilisation nord-américaine à l'Université Paris X), collection « Dialogues de France-Culture », débat du 27 juillet 1976, Cassettes Radio-France DIA1530[16].
- Le libéralisme en 1988, le 5 mai 1988 au Club 44[25].
- La République, l'Europe et l'universel, le 30 septembre 1991, colloque à Belfort, France Culture, 1 h 0 min[32].